# 福寿 (元)
福寿（ふくじゅ、? - 1356年）は、大元ウルスに仕えたタングート人。

## 概要
福寿は幼いころより聡明なことで知られ、読書に親しんだ。長じると禁軍に入り、その後長寧寺少卿・引進使・知侍儀司事・侍儀使・饒州路ダルガチ・淮西廉訪副使・工部侍郎・僉太常礼儀院事・監察御史・戸部侍郎・戸部尚書・燕南廉訪使・同知枢密院事などの職を歴任した。
1351年（至正11年）、潁州において紅巾の乱が勃発した。この時、トゴン・テムル（順帝ウカアト・カアン）は上都に滞在していたが、福寿の働きかけによって哈剌章・忻都・怯来らを派遣し紅巾軍を討伐することが決められた。1352年（至正12年）にはイェケ・ジャルグチとされたが、すぐに淮南行省平章政事に改められた。このころ、淮南では濠州・泗州が陥落し元軍は敗北を重ねていたが、現地に赴任した福寿は石頭城を築いて守りを固め、反乱軍を寄せ付けなかった。
1355年（至正15年）には江南行台御史大夫の地位に遷った。このころ、楊オルジェイらが率いる「苗軍」が紅巾軍平定に多大な功績をあげていたが、軍紀が緩く略奪を行うことが問題となっていた。さらに、苗軍が上官に当たるアルグイを殺して謀叛すると、強力な軍団を失って高郵県・廬州・和州が次々と陥落し、集慶は孤立した状態に陥ってしまった。このような状況にも関わらず、福寿は志願兵をまとめて守りを固め、朝廷も福寿の労苦を知ってしばしば賞賜を行った。
1356年（至正16年）3月には、江南の群雄の一人の朱元璋によって集慶は包囲された。福寿は守りを固めて抗戦したものの、遂に城は陥落してしまった（集慶の戦い）。他の者たちが逃げ惑う中、福寿は鳳凰台の下で胡床に座して指揮を続け、城からの退去を勧められても「国家の重臣たる者は、城が健在であれば生き、城が敗れれば死ぬものだ」と語って留まったという。最後には敵兵に囲まれて殺され、乱戦の中で遺骸の所在は分からなくなってしまった。この時ともに戦死しした者として、達尼達思・賀方らの名が記録されている。